# 香港神託會
香港神託會是一所基督教非牟利機構。自1962年註冊至今，一直提供多項服務，開設的服務包括幼稚園、小學、中學、青少年中心、復康中心、庇護工場、醫療牙科診所等二十項，服務單位大多在九龍及新界。

## 歷史
香港神託會的成立源於基督教普利茅斯弟兄會的宣教事工。至於目前機構名稱「神託會」，即解作神之管家。
1950年代，香港由一個僅有一百萬人口而變成為一個有二百多萬人口的地方。由於香港當時的社會建設相當落後，再加上大量難民湧港，令到香港政府一時無法應付。所以，當時香港人一般的生活都很艱苦，能夠有三餐溫飽已經算是幸福。基於香港社會的突然轉變，基督教的宣教形式在那時也開始有所改變。當時宣教士除了注重傳福音救人靈魂外，更關心到救濟並且解決人生存的基本需要。而弟兄會在香港最早期的社會服務主要是教育和醫療兩方面。因此，普利茅斯弟兄會開始在港的傳教及福利工作。
弟兄會第一所學校是由一位美國宣教士杜愛蓮女士所創辦。這間學校名為培基學校，位於當時的黃大仙竹園平房區。另兩位女宣教士賀慧靈和白如德姑娘在沙田頭一小山崗開辦了靈基小學。後來，再由杜惠霖先生相繼開辦了佐敦谷小學、培雅小學、培成小學暨幼稚園、晶晶幼稚園、培恩幼稚園及培敦中學。早期的天台學校設備相當簡陋，但以當時的香港環境而言，已經十分難得。在各老師諄諄善誘下，學生確實能有一個良好的學習環境。
在醫療方向，第一間診所也是位於竹園舊村，是由一位來自英國的宣教士衛慕貞（Miss Wilks）女士所創辦。當時的診所除了提供免費醫療服務外，更有牙科服務。早期弟兄會的社會服務可以說是很零碎。由於沒有政府津貼，宣教士各自要由海外籌款來資助這些教育和醫療工作。而海外資助多來自世界各處，如美國、英國、澳洲、紐西蘭等地方。
由於弟兄會在港結構鬆散，因此難以統合力量提供更多社會服務。適逢弟兄會在1960年打算興建一座位於現今觀塘康寧道的平安診所暨小兒痳痺兒童宿舍，因此「香港神託會」遂於1962年註冊成立，以符合香港政府對慈善機構的規例，並於其後將各關連傳教士建立的社會服務單位併入。

## 籌款活動
香港神託會為非牟利機構，主要經費來自社會捐助、公益金、社會福利署、教育局等。

### 賣旗籌款
賣旗籌款是香港神託會每年最重要的籌款活動之一。下列為各年的賣旗日：
- 2011年1月29日：舉行全港性賣旗籌款，款項用於復康人士、青少年精神病患者、臨終病人及家屬、邊緣青少年及低收入家庭的兒童等服務項目。
- 2012年2月25日
- 2015年3月14日

## 教育

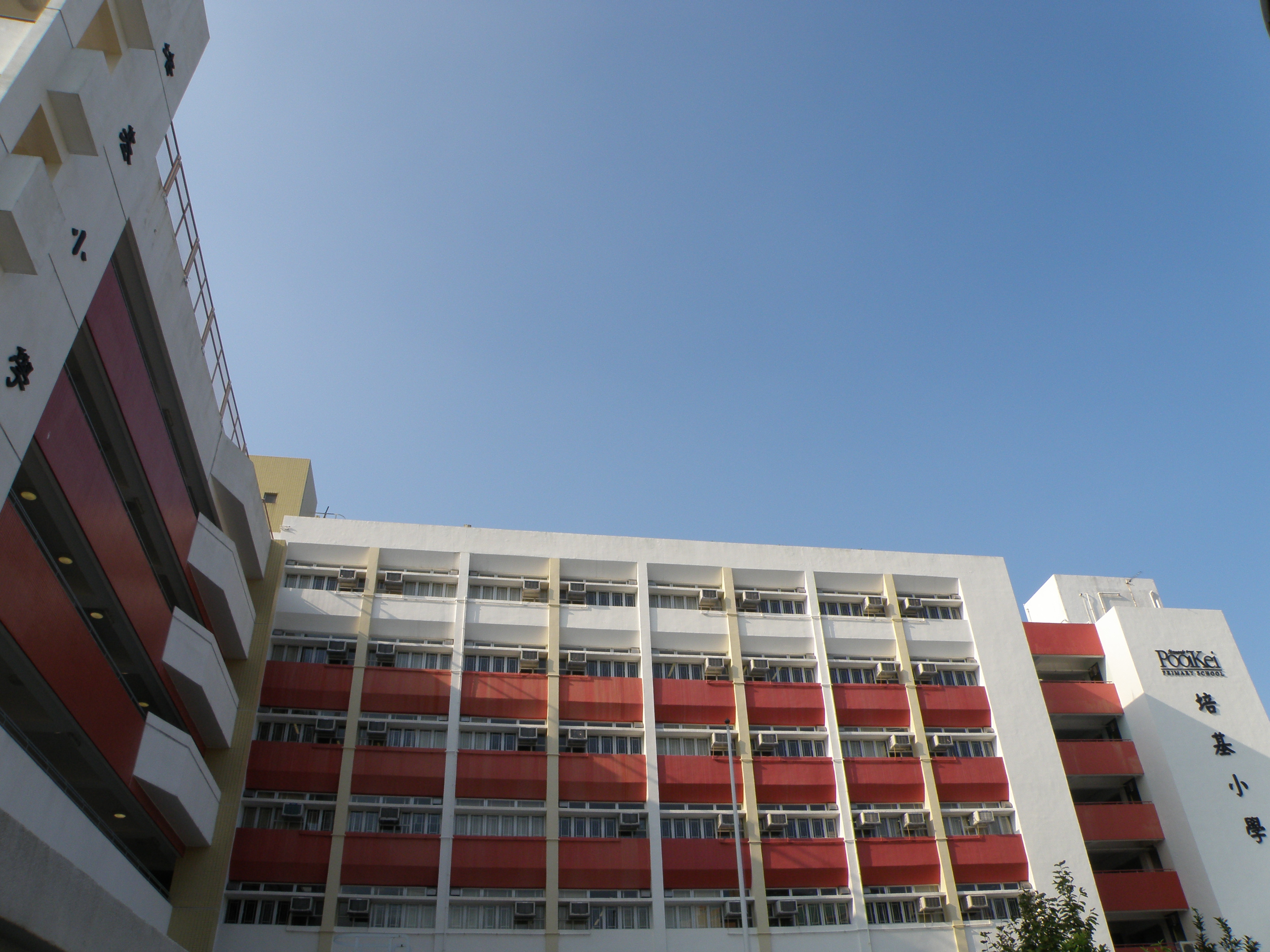
培基小學

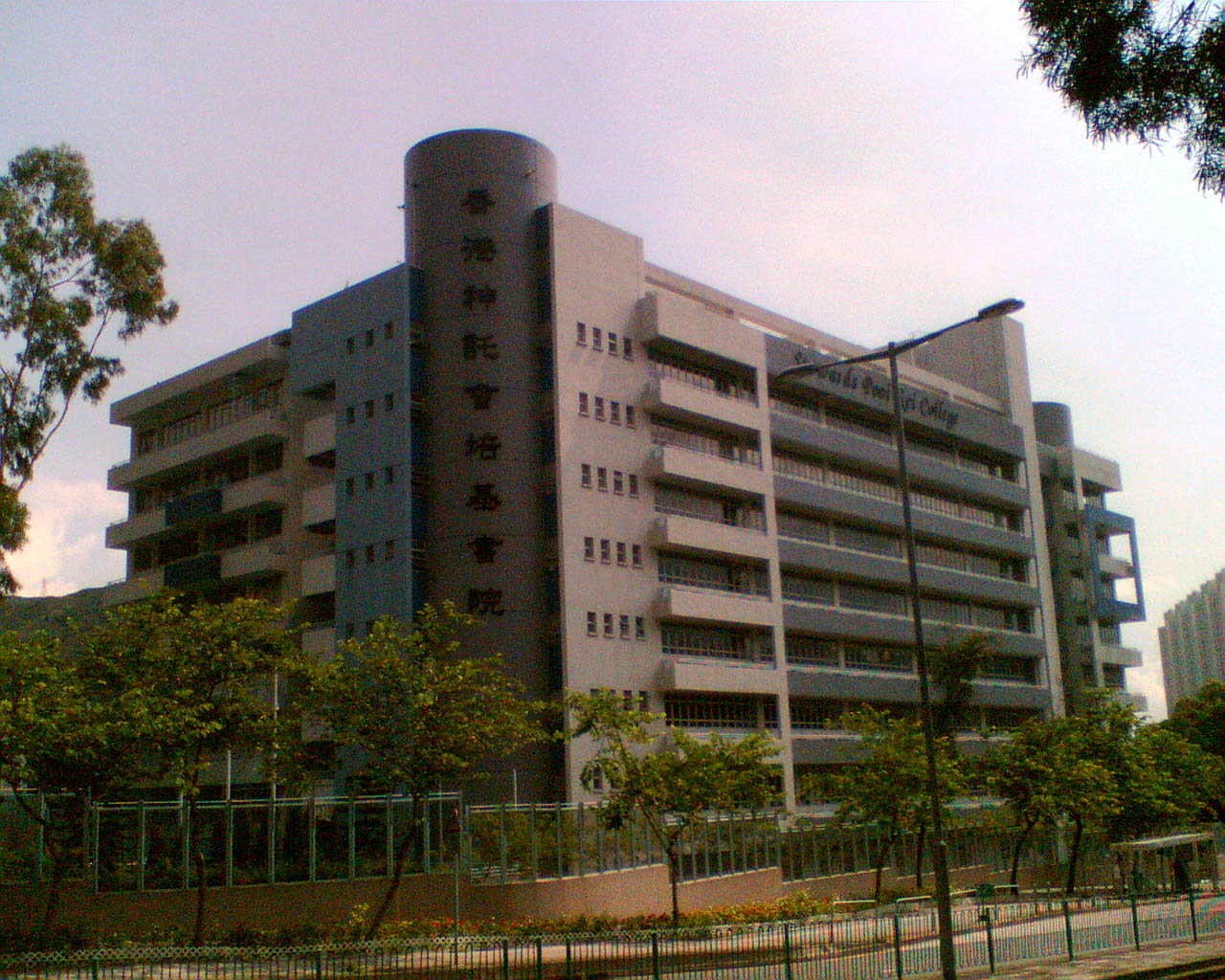
香港神託會培基書院

此機構的教育服務始於60年代，由美籍宣教士杜愛蓮女士在黃大仙竹園開辦培基學校（已結束），及後宣教士賀慧靈姑娘及白如德姑娘在沙田開辦靈基小學（已結束）；此外，杜惠霖先生亦於同時期開辦多間天台小學，將教育普及化。
由於神託會早年僅為開設平安診所而設立的法人團體，不具備辦學資格，所有早期開設的學校均以「普世基督使命團」名義辦學。隨著1991年培成小學（後更名「培賢小學」）及幼稚園遷入大埔，「普世基督使命團」及其辦學權正式收歸神託會。

### 幼稚園
- 培真幼稚園（馬鞍山利安邨）
- 培恩幼稚園（將軍澳彩明苑）

### 小學
- 香港神託會培基小學（沙田火炭樂霞坊）

### 中學
- 馬錦明慈善基金馬可賓紀念中學（屯門石排頭路）
- 香港神託會培敦中學（九龍鑽石山斧山道）
- 香港神託會培基書院（沙田小瀝源路）

### 已結束/移交
- 香港神託會培賢小學（大埔富亨邨，原為藍田邨培成學校小學部，2009年因面臨殺校而由聖公宗（香港）小學監理委員會接辦，並與該會另一小學下午校合併）
- 香港神託會培成幼稚園（原為藍田邨培成學校幼稚園部，2003年被殺校）
- 培雅小學（葵涌葵盛東邨，1989年因被列為危樓而在同邨借校，至1993年結束）
- 佐敦谷小學
- 靈基小學
- 培基學校
- 晶晶幼稚園

## 醫療
醫療服務是香港神託會最早所提供的服務，始於1954年由宣教士衛慕貞女士在啓德難民營開設診所（已關閉），為來自中國大陸的難民提供醫療服務。此後在1956年在竹園難民營開設平安醫科診所（已關閉）、1966在觀塘康寧道143號（即今天香港神託會的總部地址）開設一所為小兒麻痹症兒童提供住宿及診療所並於1984年加入牙科服務。直到2005年，醫療、牙科服務合併成爲平安醫療中心（原本分別為平安醫科診所、平安牙科診所）並逐步擴張服務，贈設其他專科，例如：物理治療、足部治療、心理輔導等。

### 平安醫療中心
提供普通科門診、牙科（包括齒顎矯正學，即“箍牙”）、物理治療、言語治療及輔導服務。
- 牙科診症時間：星期一至六09:00–20:00（休息時間：星期三13:00-20:00，每日13:00–14:00）
- 西醫診症時間：星期一至五09:00–13:00、16:30–19:00、星期六09:00–13:00
- 物理治療、心理輔導（由伯特利神學院提供）、「箍牙」等服務需預約。

地址：九龍觀塘康寧道145號地下

### 西醫到診服務（Visiting Medical Practitioners）
配合各老人院及中途宿舍對醫療服務的需求，每禮拜派出西醫到各院舍為舍友們提供健康檢查、診症及配藥服務。

### 福音茶聚
每兩個星期三由駐平安醫療中心的福音幹事、醫生及牧師（平安福音堂）為長者主持各類型的講座、出遊、崇拜、聖經分享等活動傳達福音、認識及了解長者在生活上的各種需要，為他們尋找適當的社會資源。

## 社會服務

### 社會企業
力加服務
專為精神病康復者及弱能人士創造就業及在職培訓，同時亦聘請失業人士，於2002年獲「創業展才能計劃」撥款，作為開展清潔及洗車服務的初期營運資金。公司業務包括辦公室清潔、家居清潔、洗車，並額外提供綠化增值服務。
耀安清潔隊
由耀安中心於2000年5月起開辦，為社團、公司提供清潔服務，增強弱能人士與社會的接觸面。 
採得寶
提供文儀器材、包裝用具、配件及清潔用品，透過採得寶（Easy Mart）作為一個就業試點，為青少年及復康者提供工作訓練及就業機會。
花藝工作室
在復康服務機構中設立花藝培訓，承接典禮花籃、心意花束、節日果籃、結婚花球、宴會襟花、帛事花籃。 
大茶壺
由殘疾、精神病復康人士、中年婦女所組成的服務團隊，於2005年投入為馬可賓紀念中學提供健康熟食、園藝及生命教育等服務。現時分別服務一間小學（培基小學）和兩間中學（培基書院、馬可賓紀念中學）。行政長官曾蔭權先生亦曾參觀馬錦明慈善基金馬可賓紀念中學大茶壺，與有線電視作專訪，討論社會企業。

### 復康服務
耀安綜合復康服務中心、耀荃綜合復康服務中心
主要為未能受僱於一般工作的殘疾人士提供持續工作訓練和輔導服務，幫助他們逐步邁向公開就業。中心提供包裝、手工藝、鮮花製作、文職、速遞、園藝種植、上門清潔以及廚藝等訓練項目。中心主要服務包括：工作能力評估、職前訓練、職業選配、小組/活動。
耀安宿舍
宿舍於1998年投入服務，為精神病康復者提供過渡住宿服務，加強他們獨立生活的能力，建立自信，發揮潛能，追后一融入社會為目標。中心主要服務包括：個人輔導、生活技巧訓練、社交技巧訓練、小組/活動。
創薈坊會所
會所是為精神病康復者提供日間活動及訓練中心，於2001年投入服務。會所是以美國“會所模式”（Clubhouse Model）,提倡充權和互助的精神，提升康復者的學習能力及自信心，幫助他們建立自主的獨立的生活，終將美好人生。會所主要服務包括：工作日訓練、過度性就業、小組活動、技能/興趣班。

### 青少年服務
沙角青少年中心、連青網絡、生命教育計劃、青年新領域、天使在線、陽光路上
以多元發展為目標，對不同年齡及其社會需要提供服務。中心主要服務包括：青年就業服務、兒童工作及托管服務、婦女就業服務、男士社區支援服務及青少年精神健康輔導。
駐校社工服務
服務於2000開始為學校學生提供社工支援服務（例如：學業問題、情緒問題、朋輩關係等）。社工服務現進駐於東華三院馮黃鳳亭中學、香港神託會培基書院及馬錦明慈善基金馬可賓紀念中學。

### 特別項目
基督教靈基營暨中心
為青少年及兒童提供宿營服務，並供任何宗教的人士、團體或企業作靜修、研討會、訓練營、工作坊或歷奇訓練等用途。
男士社區支援及展外服務
本服務得到香港公益金的贊助於2008年開始為觀塘區50至69歲的男士提供一系列地區支援服務，例如提供健康資訊、建立支援網絡、義工訓練、小組活動、社交/康樂活動。

## 外部連結
- 香港神託會